# Alexander Witting

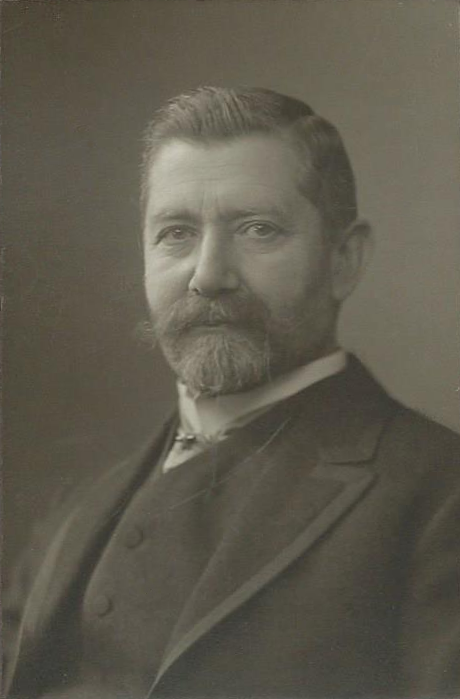
Alexander Witting um 1915

Carl Johann Adolf Alexander Witting (* 18. Dezember 1861 in Dresden; † 29. November 1946 ebenda) war ein deutscher Mathematikdidaktiker.

## Leben
Witting wurde als erstes Kind des Tonkünstlers Carl Witting (1823–1907) und der Malerin Minna Witting geb. Japha (1828–1882) geboren. Er legte Ostern 1880 das Abitur am Dresdner Städtischen Gymnasium zum Heiligen Kreuz (Kreuzschule) ab, leistete ein Jahr lang Militärdienst (letzter Dienstgrad: Hauptmann der Landwehr; erhielt Landwehrdienstauszeichnung) und begann im Sommersemester 1881 das Studium in der Lehrerabteilung des Dresdner Polytechnikums. Hier bestand er im Frühjahr 1885 die Prüfung für das höhere Schulamt unter Zuerkennung der Lehrbefähigung in Mathematik und Physik für alle Klassen des Gymnasiums und der Realschulen und in Geographie bis einschließlich Obersekunda.
Ein Reisestipendium des Polytechnikums ermöglichte ihm die Promotion, die zu der Zeit nur an Universitäten möglich war. Am 1. April 1885 begann Witting sein Probejahr als Lehrer an der Thomasschule zu Leipzig, gleichzeitig besuchte er Vorlesungen und Seminare an der Universität Leipzig, insbesondere bei Felix Klein, von dem er auch das Thema für die Dissertation erhielt (Über eine der Hesseschen Konfiguration der ebenen Kurve 3. Ordnung analoge Konfiguration im Raume usw.). Am 4. August 1886 bereits wurde er von der Georg-August-Universität Göttingen, der neuen Wirkungsstätte Felix Kleins, zum Dr. phil. promoviert.
Zum 1. Dezember 1886 stellte ihn der Rat der Stadt Dresden als ständigen Lehrer am Städtischen Gymnasium zum Heiligen Kreuz (Kreuzschule) an. Dort unterrichtete Witting bis zu seinem Eintritt in den Ruhestand Mathematik und Physik: als Oberlehrer, Studienrat, Oberstudienrat, Professor. Nebenamtlich assistierte er lange Zeit am Lehrstuhl für Darstellende Geometrie der TH Dresden und gestaltete Werbeprospekte für die renommierte Dresdner Firma Koch & Sterzel.
Ab 1891 nahm Witting fast jährlich an Militärübungen teil. Im Ersten Weltkrieg war er – zuletzt im Rang eines Majors – unter anderem als Leiter eines Gasschutzkurses für Offiziere in Dessau und an einer Minenwerferschule eingesetzt. Von seiner Lehrpraxis im Krieg angeregt, veröffentlichte er 1916 die Soldaten-Mathematik.
Seit Ende 1886 Mitglied der Naturwissenschaftlichen Gesellschaft ISIS zu Dresden, war Alexander Witting einer der Aktivsten in der 1875 gegründeten Mathematischen Sektion der ISIS. Seine ISIS-Vorträge spiegelten die Ergebnisse eigener Forschungen, die Erfahrungen aus seiner Lehrtätigkeit, aber auch seine Arbeit in Fachgesellschaften wider.
Alexander Witting gehörte zu den höheren Lehrern, die der Entwicklung ihrer Wissenschaft verbunden blieben und selbst rege publizierten. Als Gymnasiallehrer mit engem Kontakt zur Hochschule und zur Praxis war er aufgeschlossen für die Bewegung zur Reform des mathematisch-naturwissenschaftlichen Unterrichts, die Ende der 1880er/Anfang der 1890er Jahre an Stärke gewann. Felix Klein, der an die Spitze der 1908 gegründeten Internationalen Mathematischen Unterrichtskommission (IMUK) gewählt worden war, zog Alexander Witting zu den von ihm herausgegebenen Schriften der IMUK heran. Der mathematische Unterricht an den Gymnasien und Realanstalten und die Ausbildung der Lehramtskandidaten im Königreich Sachsen, verfasst von Witting, erschien 1910. Der Verein zur Förderung des mathematischen und naturwissenschaftlichen Unterrichts spielte, besonders auch durch seine Arbeit an der Basis, eine wichtige Rolle in der Reformbewegung. Alexander Witting gehörte lange Zeit zu dessen Ausschussmitgliedern und war Mitbegründer des sehr aktiven Ortsverbandes Dresden des Fördervereins.
Als – im Zuge der Reform – Differential- und Integralrechnung erstmals Eingang in den Lehrplan der höheren Schulen fanden (ab 1907 in Sachsen), wurde eine geeignete schülergemäße Darstellung dieses Fachgebietes benötigt. Vor diesem Hintergrund begründeten Walther Lietzmann (1880–1959) und Alexander Witting 1912 gemeinsam mit dem Teubner Verlag in Leipzig die Mathematisch-Physikalische Bibliothek. Witting fungierte nicht nur als Mitherausgeber; er verfasste auch mehrere wiederholt aufgelegte Hefte dieser Reihe. Seine Büchlein zur Differential- und Integralrechnung erschienen – in stark erweiterter Form und durch separate Übungsbücher ergänzt – seit Mitte der 30er Jahre in der Sammlung Göschen.
Ab 1911 oblag Alexander Witting für einige Jahre auch die Herausgabe der Verhandlungen der Gesellschaft Deutscher Naturforscher und Ärzte.
Alexander Witting heiratete 1889 die Pianistin Sophie Sebass (1864–1924), aus der Ehe gingen zwei Töchter und ein Sohn hervor: Tillyta (1890–1970), Lotte (1894–1971) und der Physiker Rudolf Witting (1899–1963). Bei dem künstlerisch geprägten Familienumfeld – Vater Musiker, Mutter Malerin, Tante Louise Japha (1826–1910) Pianistin, Schwester Agnes Witting (1863–1937) Sängerin, Bruder Walther Witting Maler – erstaunt es kaum, dass Alexander Witting gelegentlich malte und regelmäßig musizierte, auch über den engen Familien- und Kollegenkreis hinaus.
Als die Nationalsozialisten in Deutschland an die Macht kamen, war Alexander Witting als Lehrer bereits im Ruhestand. Er hatte aktiv am Ersten Weltkrieg teilgenommen, und seine Verdienste um die höhere Schule waren allgemein anerkannt. All das zusammen bewirkte, dass er, obwohl er nach den Rassengesetzen der Nazis als „Halbjude“ galt, vergleichsweise wenig behelligt wurde. In den NS-Lehrerbund wurde er nicht aufgenommen, aber er war als Gast (zunächst zumindest) wohlgelitten. Er blieb auch Ehrenmitglied des Fördervereins, der allerdings in der bisherigen Form nur noch bis 1936 existierte, und zum 75. und 80. Geburtstag erhielt er einige offizielle Glückwunschschreiben, darunter von den Verlagen Teubner und de Gruyter, aber auch von der Deutschen Mathematiker-Vereinigung (DMV). Der betagte Alexander Witting arbeitete in diesen Jahren vorwiegend zu Hause. Die höhere Schule lag ihm bis zum Ende seines Lebens am Herzen. Nach dem Ende der Naziherrschaft verfasste er im November 1945 einen Aufruf zur Rettung der höheren Schule, der postum in den Physikalischen Blättern erschien.

## Schriften
- Der mathematische Unterricht an den Gymnasien und Realanstalten und die Ausbildung der Lehramtskandidaten im Königreich Sachsen. Leipzig und Berlin 1910.
- Einführung in die Trigonometrie. Eine elementare Darstellung ohne Logarithmen. Wiesbaden 1921.
- Zur Rettung der höheren Schulen. In: Physikalische Blätter (Neue Physikalische Blätter). 2. Jahrgang 1946, Heft 9, S. 237–238
- In der Mathematisch-Physikalische Bibliothek – Gemeinverständliche Darstellungen aus der Elementarmathematik und -physik für Schule und Leben herausgegeben von Dir. Dr. W. Lietzmann und Studienrat Dr. A. Witting, B. G. Teubner, Leipzig und Berlin:
  - Einführung in die Infinitesimalrechnung, Band 9.
  - Beispiele z. Geschichte d. Mathematik, Band 15 (mit M. Gebhardt).
  - Soldaten-Mathematik, Band 22.